# Thomas Bruns
Thomas Bruns, né le 7 janvier 1992 à Wierden aux Pays-Bas, est un footballeur néerlandais qui joue au poste de milieu relayeur à l'Heracles Almelo.

## Palmarès
Vierge

## Statistiques
| Saison    | Club            | Pays       | Championnat        | Coupes nationales | Coupe d'Europe | Pays-Bas |
| --------- | --------------- | ---------- | ------------------ | ----------------- | -------------- | -------- |
| 2010-2011 | Heracles Almelo | Eredivisie | 1 match            | -                 | -              | -        |
| 2011-2012 | Heracles Almelo | Eredivisie | 19 matchs / 1 but  | 5 matchs / 1 but  | -              | -        |
| 2012-2013 | Heracles Almelo | Eredivisie | 27 matchs / 6 buts | 3 matchs          | -              | -        |
| 2013-2014 | Heracles Almelo | Eredivisie | 31 matchs / 1 but  | 3 matchs / 2 buts | -              | -        |
| 2014-2015 | Heracles Almelo | Eredivisie | 32 matchs / 7 buts | 2 matchs          | -              | -        |
| 2015-2016 | Heracles Almelo | Eredivisie | 33 matchs / 5 buts | 6 matchs / 2 buts | -              | -        |

Dernière mise à jour le 8 septembre 2016